# Manuel Fernandes
Manuel Fernandes (Lisboa, 5 de febrero de 1986) es un futbolista portugués que juega como centrocampista.

## Trayectoria
Manuel Fernandes se inició en el fútbol callejero del barrio lisboeta de Amadora hasta que fichó por las categorías inferiores del SL Benfica, debutando con el primer equipo en la temporada 2003-04 bajo las órdenes del técnico español José Antonio Camacho. Durante las dos temporadas siguientes formó parte de la primera plantilla, ganando la Liga portuguesa de fútbol 2004-05 a las órdenes del técnico italiano Giovanni Trapattoni, 11 años después de su último título de liga. 
Habiendo representado a Portugal en cada categoría desde la sub-15 hacia arriba, hizo su estreno internacional en un amistoso contra Irlanda en febrero de 2005. Un mes más tarde, en su segundo partido como un jugador, abrió su cuenta de goleador internacional anotando su primer gol. 
El verano de 2006 en el que fue cedido al Portsmouth FC, donde estuvo solo hasta el mercado de invierno en el que el equipo inglés desestimó seguir contando con el futbolista por un conflicto en las negociaciones con el club portugués. Fue entonces, en enero de 2007, cuando fue cedido al Everton FC, donde tampoco logra triunfar.
En verano de 2007 el Valencia C. F. de la Primera División de España necesitaba fichar con urgencia un mediocentro ofensivo, posición habitual de Manuel Fernandes, debido a la grave e inesperada lesión del brasileño Edu a pocos días de empezar la temporada. Por este motivo el club español desembolsó 18 millones de euros para fichar al centrocampista portugués con un contrato para seis temporadas. La caótica temporada en Valencia, con el club en crisis institucional y deportiva, hace que disfrute de pocas oportunidades, no aprovechadas por el jugador, y en el mercado de invierno salió cedido hasta final de temporada nuevamente al Everton FC. 
Durante la temporada 2008/09, y a las órdenes del técnico Unai Emery, marca su primer gol con la camiseta valencianista en la victoria por 0-1 del Valencia CF en el estadio José Zorrilla ante el Real Valladolid. Sigue en el club a pesar de su irregularidad, y sufre una grave lesión (fractura de peroné). Una vez recuperado sigue sin disfrutar de regularidad y manifiesta su deseo de salir del cub debido a sus escasas oportunidades, lo que le complicaba su participación en el Mundial de Sudáfrica. 
Tras el interés de varios equipos aparece la posibilidad de recalar en el Inter de Milán de José Mourinho y el 29 de enero de 2010 viajó a Milán para pasar el reconocimiento médico, pero el Inter desestimó su fichaje por no encontrarlo en plenas facultades tras la larga lesión que sufrió, por lo que regresó a Valencia y se mantuvo en el equipo.
En el mercado de invierno de la temporada 2010-11 fue cedido al Beşiktaş J. K. de la Superliga de Turquía. El 1 de julio de 2011 el club turco fichó al jugador por 2 millones de euros.
El 15 de febrero de 2018 marcó su primer hat-trick dándole la victoria a su club 3 a 2 sobre el O. G. C. Niza como visitantes en Francia remontando el partido por la Liga Europa de la UEFA 2017-18.
El 2 de septiembre de 2019 se comprometió con el F. C. Krasnodar hasta final de temporada. Abandonó el club a la finalización de la misma y en octubre de 2020 firmó con el Kayserispor turco. Este lo acabó apartando por temas disciplinares y le rescindió su contrato antes de acabar el año 2021. Su siguiente experiencia fue en Grecia, incorporándose en febrero de 2022 al Apollon Smyrnis. Allí completó la temporada y después puso rumbo a Irán para jugar en el Sepahan F. C., equipo en el que jugó durante la campaña 2022-23 en la que finalizaron en segunda posición.

## Clubes
| Club                  | Temporada     | Liga     | Liga  | Copa(1)  | Copa(1) | Europa(2) | Europa(2) | Total    | Total |
| Club                  | Temporada     | Partidos | Goles | Partidos | Goles   | Partidos  | Goles     | Partidos | Goles |
| --------------------- | ------------- | -------- | ----- | -------- | ------- | --------- | --------- | -------- | ----- |
| SL Benfica Portugal   | 2003-2004     | 10       | 1     | 1        | 0       | 3         | 0         | 14       | 1     |
| SL Benfica Portugal   | 2004-2005     | 29       | 1     | 5        | 0       | 8         | 0         | 42       | 1     |
| SL Benfica Portugal   | 2005-2006     | 28       | 1     | 1        | 0       | 8         | 0         | 37       | 1     |
| Portsmouth Inglaterra | 2006-2007     | 10       | 0     | 2        | 1       | -         | -         | 12       | 1     |
| Everton Inglaterra    | 2006-2007     | 9        | 2     | -        | -       | -         | -         | 9        | 2     |
| Valencia CF · España  | 2007-2008     | 7        | 0     | 2        | 0       | 3         | 0         | 12       | 0     |
| Everton Inglaterra    | 2007-2008     | 12       | 0     | -        | -       | 2         | 0         | 14       | 0     |
| Valencia CF · España  | 2008-2009     | 27       | 2     | 3        | 0       | 8         | 0         | 38       | 2     |
| Valencia CF · España  | 2009-2010     | 15       | 0     | 2        | 0       | 4         | 0         | 21       | 0     |
| Valencia CF · España  | 2010-2012     | 7        | 0     | 0        | 0       | 4         | 0         | 21       | 1     |
| Besiktas Turquía      | 2011-2012     | 31       | 5     | 2        | 1       | 10        | 1         | 43       | 6     |
| Total carrera         | Total carrera | 168      | 8     | 16       | 1       | 42        | 1         | 226      | 10    |

- Estadísticas actualizadas a 20 de octubre de 2011.

## Palmarés

### Campeonatos nacionales
| Título                | Club                  | País     | Año  |
| --------------------- | --------------------- | -------- | ---- |
| Copa de Portugal      | S. L. Benfica         | Portugal | 2004 |
| Primeira Liga         | S. L. Benfica         | Portugal | 2005 |
| Supercopa de Portugal | S. L. Benfica         | Portugal | 2005 |
| Copa del Rey          | Valencia C. F.        | España   | 2008 |
| Copa de Turquía       | Besiktas J. K.        | Turquía  | 2011 |
| Copa de Rusia         | F. C. Lokomotiv Moscú | Rusia    | 2015 |
| Copa de Rusia         | F. C. Lokomotiv Moscú | Rusia    | 2017 |
| Liga Premier de Rusia | F. C. Lokomotiv Moscú | Rusia    | 2018 |
| Copa de Rusia         | F. C. Lokomotiv Moscú | Rusia    | 2019 |
| Supercopa de Rusia    | F. C. Lokomotiv Moscú | Rusia    | 2019 |